# Ајон (Вашингтон)
Ајон (енгл. Ione) град је у америчкој савезној држави Вашингтон. По попису становништва из 2010. у њему је живело 447 становника.

## Демографија
Према попису становништва из 2010. у граду је живело 447 становника, што је 32 (6,7%) становника мање него 2000. године.
| Група             | 2000.       | 2010.       |
| Белци             | 438 (91,4%) | 420 (94,0%) |
| Афроамериканци    | 1 (0,2%)    | 0 (0,0%)    |
| Азијати           | 1 (0,2%)    | 1 (0,2%)    |
| Хиспаноамериканци | 7 (1,5%)    | 19 (4,3%)   |
| Укупно            | 479         | 447         |